# Nicolas Henri de Bourbon, duc d’Orléans

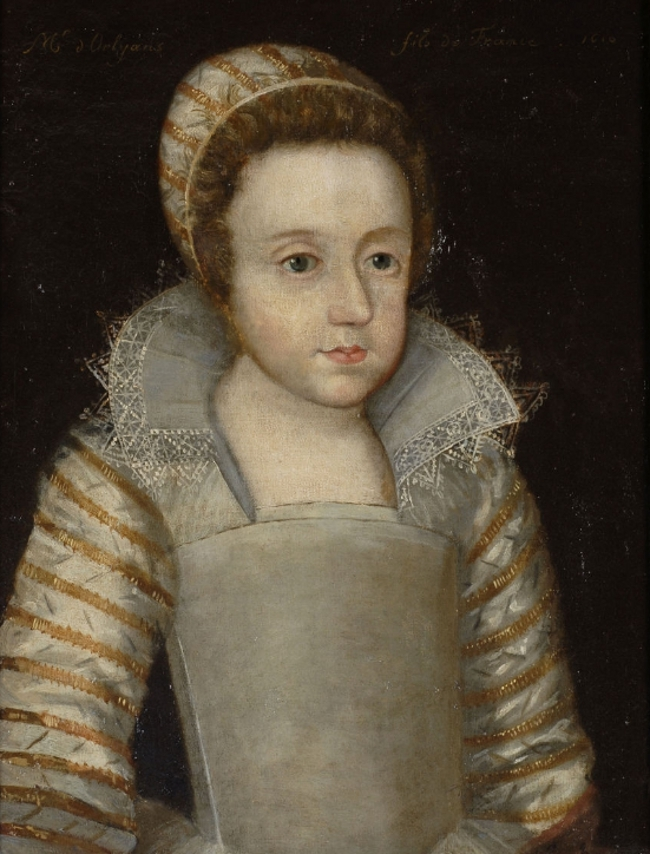
Nicolas Henri, Herzog von Orléans

Nicolas Henri, Herzog von Orléans (* 16. April 1607; † 17. November 1611) war ein französischer Prinz.

## Leben
Er war der zweite Sohn des französischen Königs Heinrich IV. und der Maria de’ Medici sowie das vierte Kind der Bourbon-Familie. Bei seiner Geburt erhielt er die Titulatur eines Herzog von Orléans, obgleich es nie zu einer offiziellen Investitur kam. Er starb recht früh im Alter von vier Jahren an Epilepsie. Sein Leichnam wurde in der Kathedrale von Saint-Denis bestattet. Der Vorname des zu Lebzeiten in den Quellen lediglich als „Monsieur d’Orléans“ genannten Kindes ist nicht überliefert. Historiker vermuten, dass sich der Vorname erst in späteren Biografien und Genealogien von N. N. in Nicolas (Henri) änderte. 1626 belehnte der französische König Ludwig XIII. seinen jüngeren Bruder Gaston de Bourbon mit dem Herzogtum Orléans.